# Simandoa conserfariam
Simandoa conserfariam, também conhecida como a barata da carverna de Simandoa, é uma espécie de barata que está, actualmente, considerada extinta na natureza. No entanto, é mantida como animal de estimação por entusiastas amadores de amadores e, portanto, não é considerada completamente extinta. O seu único habitat conhecido era uma caverna em Simandou, uma região da Guiné, onde viveu em guano.